# آيت خويا لحسن (آيت أكطيف)
آيت خويا لحسن هو دُوَّار يقع بجماعة آيت أم البخث، إقليم بني ملال، جهة بني ملال خنيفرة في المملكة المغربية. ينتمي الدوّار لمشيخة آيت أكطيف التي تضم 4 دواوير. يقدر عدد سكانه بـ 968 نسمة حسب الإحصاء الرسمي للسكان والسكنى لسنة 2004.

## وصلات خارجية
- البوابة الوطنية للجماعات الترابية
- المندوبية السامية للتخطيط